# Биста Вељка Петровића у Сомбору
Биста Вељка Петровића из 1984. године налази се у Сомбору у дворишту зграде Дечјег одељења библиотеке.

## Положај и изглед
У дворишту зграде Дечјег одељења сомборске библиотеке окренути према улици, постављени су, у различитим временским периодима, вајарски портрети сомборских великана, књижевника и песника. Ту се налази биста Јаноша Херцега, Лазе Костића и Вељка Петровића.
Вељко Петровић је био песник свог родног града Раванграда, приповедач, есејиста, рођен у Сомбору, 4. фебруара 1884. године, а умро у Београду 27. јула 1967. године.
Биста је постављена поводом стогодишњице рођења књижевника, песника и академика Вељка Петровића и 125. годишњице успешног рада Библиотеке, 22. јуна 1984. године. Вајарски портрет Вељка Петровића је тада постављен поред бисте Лазе Костића. Споменик је открио Милан Видовић, подпреседник Покрајинског одбора за обележавање стогодишњице Вељковог рођења.
Дело је сомборског вајара и сликара Душана Божовића. На каменом стубном постаменту споменика уклесано је:
Вељко Петровић